# لوران داوثويلي
لوران داوثويلي (بالفرنسية: Laurent Dauthuille)‏ مواليد 20 فبراير 1924 في المارن العليا، فرنسا - الوفاة 10 يوليو 1971، كان ملاكم محترف فرنسي صنّف ضمن فئة الوزن المتوسط. من أشهر نزالاته كان ضد جيك لاموتا في سبتمبر 1950 والذي خسره، واعتبرت مجلة ذا رينغ ذلك النزال الأفضل في سنة 1950.

## إحصائيات
خاض خلال مسيرته 62 نزالا، فاز في 45 وتعادل في 4 وخسر في 13. فاز بالضربة القاضية في 24 نزالا.

## روابط خارجية
- لوران داوثويلي على موقع IMDb (الإنجليزية)
- لوران داوثويلي على موقع قاعدة بيانات الفيلم (الإنجليزية)
- لوران داوثويلي على موقع بوكس ريك (الإنجليزية) (registration required)